# Station Saint-Antoine
Station Saint-Antoine is een spoorwegstation in de Franse gemeente Marseille.